# Aad de Mos
Aad de Mos (sinh ngày 27 tháng 3 năm 1947) là một cựu cầu thủ và huấn luyện viên bóng đá người Hà Lan. Ông từng dẫn dắt Đội tuyển bóng đá quốc gia Các Tiểu vương quốc Ả Rập Thống nhất từ 2004-2005.